# Cursus publicus
El cursus publicus (llatí: 'via pública'; grec antic: δημόσιος δρόμος, demóssios drómos) era el sistema de correu i transport de l'Imperi Romà.
Durant l'últim període de la República, el senat s'havia de comunicar a través de correus amb els generals i amb els governadors provincials, i amb els reis i els estats aliats. Les autoritats empraven lliberts, esclaus o una determinada classe de missatgers anomenats stratores ('palafreners'). També hi havia un altre tipus de missatgers anomenats tabellarii. Un general feia servir homes a cavall del seu propi estat major per a missatges urgents. Els publicani, homes de negocis, interessats en transmetre i rebre informació cap a Roma i des de Roma, tenien una classe especial de tabellarii, que sovint eren manllevats pels magistrats, o pels negotiatores, especuladors de blat o prestadors de diners, que tenien relacions constants amb els governadors provincials i amb els publicani. Les naus dels aliats també les usaven els magistrats que tenien negocis públics a l'estranger.
Segons diu Suetoni, August va regular el sistema de missatgeria establint les funcions dels tabellarii i dels stratores. Amb la nova organització es podien enviar tant missatges com mercaderies, i també l'usaven els viatgers, tot i que estava limitat als usos oficials, i un decret del governador o de l'emperador en el seu cas establia quines eren les persones que podien usar el servei. Les carreteres romanes més importants disposaven de mutationes (parades per abeurar el cavall o canviar-lo per un altre), situades a intervals de 10–18 km, i mansiones (cases de postes amb serveis d'hostaleria i descans per als missatgers i els viatgers), situades a intervals de 30–36 km. Tal com es feia en temps de la República, les despeses de manteniment anaven a càrrec del territori on estaven ubicades, i havien de proporcionar els cavalls, els guàrdies, el menjar en el seu cas i els carruatges o el material per reparar-los. Fins a l'època d'Hadrià no es va instaurar una oficina estatal dirigida per un funcionari anomenat praefectus vehiculorum, que es feia càrrec de les despeses de subministrament i de manteniment del cursus publicus, però fins a Septimi Sever les despeses generals no van ser pagades per l'erari. A diferència del correu persa, en el qual hi havia relleus tant de cavalls com de missatgers, en el cursus publicus el missatger era el mateix des del principi fins a la fi del trajecte.